# Zahnlose Windelschnecke
Die Zahnlose Windelschnecke (Columella edentula) ist eine Schneckenart der Familie der Windelschnecken (Vertiginidae) aus der Unterordnung der Landlungenschnecken (Stylommatophora).

## Merkmale
Das Gehäuse der Zahnlosen Windelschnecke ist 2,5 bis 3 mm hoch und 1,3 bis 1,5 mm breit. Es ist konisch-walzenförmig und nimmt zu einem flach-konisch und gerundeten Apex ab. Es hat 5½ bis 6½ leicht konvex-gewölbte Windungen, die durch eine wenig tiefe Naht voneinander abgesetzt werden. Es ist matt gelblichbraun bzw. hell-hornbraun, die Oberfläche ist glänzend und nur undeutlich fein gestreift. Auf den ersten Windungen ist gelegentlich eine graue Fleckung zu beobachten. Die Schale ist dünn und durchscheinend. Die letzte Windung nimmt stärker zu als die mittleren Windungen. Die Mündung ist elliptisch gerundet, oben fast gerade abgeflacht und dadurch nur wenig höher als breit. Der Mündungsrand ist einfach und zerbrechlich und nur im Spindelbereich umgebogen. Dadurch wird der nadelförmige Nabel fast völlig überdeckt. Der Weichkörper ist hell; es fehlen die unteren Fühler.
Im männlichen Teil des Geschlechtsapparates zweigt der Samenleiter (Vas deferens) sehr weit oben vom Eisamenleiter (Spermovidukt) ab. Der Samenleiter ist wenig gewunden und geht in den Epiphallus über. Dieser ist kürzer als der vergleichsweise dicke Penis. Der Retraktormuskel setzt vor der Hälfte der Länge am Epiphallus an. Der freie Eileiter ist kurz, dafür ist die zylindrische Vagina sehr lang. Der Stiel der Spermathek ist sehr kurz, die länglich-eiförmig Blase sehr klein.

### Ähnliche Arten
Das Gehäuse der Zahnlosen Windelschnecke ähnelt stark dem Gehäuse der Rauen Windelschnecke (Columella aspersa). Bei dieser Art ist der Apex des Gehäuses stärker gespitzt, aber auch stärker gedrückt; d. h. etwas niedriger bei etwas größerer Breite. Das Gehäuse ist etwas heller.

## Geographische Verbreitung und Lebensraum
Das Verbreitungsgebiet der Art erstreckt sich von Europa (ausgenommen sind wahrscheinlich nur die nördlichsten und südlichsten Teile) bis nach Ostasien (Kamtschatka) und das nördliche Nordamerika. Auf der Balkanhalbinsel kommt sie noch in Nordalbanien und Bulgarien vor. Weiter im Osten ist sie bis in den Kaukasus nachgewiesen. In der Schweiz wurde sie bis in eine Höhe von 2300 m, in Bulgarien bis 1500 m über Meereshöhe gefunden.
Die Art lebt bevorzugt in feuchten bis nassen Biotopen in Sümpfen, Wäldern, Gebüschen, Auwäldern, an Bachufern und Gewässerrändern mit starkem Pflanzenwuchs. Hier können die Tiere recht häufig in den feuchten Hochstaudenfluren auf den Blattunterseiten der Kohldistel (Cirsium oleraceum), von Frauenfarn (Athyrium filix-femina), der Weißen Silberwurz (Dryas octopetala), der Weißen Pestwurz (Petasites albus), der Ährigen Teufelskralle (Phyteuma spicatum) und Kleinem Mädesüß (Filipendula vulgaris) sein. Später im Jahr sind sie eher in der Laubstreu und unter trockenem Pflanzenmaterial zu finden. Sie brauchen kalkhaltige Böden und tolerieren kein Austrocknen des Biotops.

## Fortpflanzung und Lebensweise
In Polen legten adulte Exemplare ungefähr ab Mitte April die Eier ab. Die Eier sind 0,69 bis 0,76 mm lang und 0,64 bis 0,72 mm breit. Die Hülle ist nicht verkalkt, die Eier werden einzeln abgelegt. Die Jungtiere schlüpfen nach etwa 20 Tagen mit einem Gehäuse bestehend aus 1,4 bis 1,45 Windungen. Die Oberfläche des Embryonalgehäuses weist zahlreiche, vergleichsweise große Tuberkel auf. Die meisten Jungtiere schlüpfen Ende Mai bis Anfang Juni. Sie wachsen nur langsam und überwintern halberwachsen. Sie halten keine obligatorische Winterruhe. Bei mildem Wetter im Winter kommen sie aus ihrem Versteck und fressen. Allerdings beginnt der Zuwachs am Gehäuse erst wieder im Mai des darauf folgenden Jahres. Wahrscheinlich erreichen sie im zweiten Lebensjahr die Geschlechtsreife mit etwa 5 Windungen. Sie überwintern ein zweites Mal und erreichen im dritten Jahr die Endgröße mit 6,5 Windungen. Wahrscheinlich werden sie bis zu drei Jahre alt.

## Taxonomie
Die Art wurde 1805 in einem posthum erschienenen Werk von Jacques Philippe Raymond Draparnaud erstmals als Pupa edentula beschrieben. Sie ist de facto die Typusart von Columella Westerlund, 1878, da die formelle Typusart Pupa inornata Michaud, 1831 ein jüngeres Synonym von Pupa edentula ist.

## Gefährdung
Die Art ist in Deutschland nicht gefährdet. Auch auf das Gesamtverbreitungsgebiet gesehen ist die Art nach Einschätzung der International Union for Conservation of Nature and Natural Resources (IUCN) nicht gefährdet.

## Belege